# Кукнерик Петро Юхимович
Петро Юхимович Кукнерик (6 липня 1943, село Троянівка, тепер Маневицького району Волинської області — загинув 11 березня 2000) — український радянський діяч, бригадир прохідників шахтоуправління імені Баракова виробничого об'єднання «Краснодонвугілля» Луганської області. Член ЦК КПУ в червні 1990 — серпні 1991 р. Член Політбюро ЦК КПУ в червні 1990 — серпні 1991 р.

## Життєпис
Закінчив середню школу. У 1962—1965 роках — в Радянській армії.
У 1965—1967 роках — завідувач сільського клубу.
У 1967—1973 роках — бетонник, арматуробетонник шахтобудівного управління Луганської області, учень прохідника шахти.
У 1973 — 11 березня 2000 року — прохідник, бригадир прохідників шахтоуправління імені Баракова виробничого об'єднання «Краснодонвугілля» Луганської області.
Член КПРС з 1978 року. Вибирався членом Краснодонського міського комітету КПУ Луганської області.
Проживав у місті Суходільську Краснодонської міської ради Луганської області. Загинув під час вибуху на шахті імені Баракова 11 березня 2000 року.

## Нагороди
- орден Трудового Червоного Прапора
- медалі